# 狙击者雕像
50°51′31″N 4°20′43″E / 50.858706°N 4.345238°E
狙击者（Vaartkapoen）是比利时雕塑家汤姆·弗兰岑（Tom Frantzen）在1985年创作的一件青铜街头雕塑作品，安放在布鲁塞尔首都大区圣扬斯-莫伦贝克的一个广场 (place Sainctelette)。它描绘一名奔跑的警察的脚踝被一个从下水道里突然露面的戴着鸭舌帽的“运河流氓”（fripon du canal，码头工人）抓住，失去平衡，向前跌倒，满脸惊恐。艺术家试图表现的是“青年使权威动摇”（la jeunesse faisant vaciller l'autorité）。